# Joshua (Texas)
Joshua es una ciudad ubicada en el condado de Johnson en el estado estadounidense de Texas. En el Censo de 2010 tenía una población de 5.910 habitantes y una densidad poblacional de 335,62 personas por km².

## Geografía
Joshua se encuentra ubicada en las coordenadas 32°27′39″N 97°22′59″O / 32.46083, -97.38306. Según la Oficina del Censo de los Estados Unidos, Joshua tiene una superficie total de 17.61 km², de la cual 17.53 km² corresponden a tierra firme y (0.47%) 0.08 km² es agua.

## Demografía
Según el censo de 2010, había 5.910 personas residiendo en Joshua. La densidad de población era de 335,62 hab./km². De los 5.910 habitantes, Joshua estaba compuesto por el 92.42% blancos, el 0.96% eran afroamericanos, el 0.51% eran amerindios, el 0.42% eran asiáticos, el 0.03% eran isleños del Pacífico, el 3.74% eran de otras razas y el 1.91% pertenecían a dos o más razas. Del total de la población el 13.1% eran hispanos o latinos de cualquier raza.